# Itabaiana
Itabaiana este un oraș în Paraíba (PB), Brazilia.